# Мниси, Мхамби
Мхамби Мниси (англ. Mhambi Mnisi; 1912 — январь 1997, ЮАР) — государственный деятель Свазиленда, министр иностранных дел (1984—1986).

## Биография
В 1984—1986 гг. — министр иностранных дел Свазиленда.
В 1986 г. был вынужден покинуть страну после предъявления обвинений в коррупции, что пожертвованные средства были им разворованы.